# Martti Ahtisaari
Martti Oiva Kalevi Ahtisaari (Viipuri, 23 juni 1937 – Helsinki, 16 oktober 2023) was een diplomaat bij de Verenigde Naties en voormalig president van Finland (1994-2000). In 2008 kreeg hij de Nobelprijs voor de Vrede wegens zijn belangrijke inspanningen, op diverse continenten en gedurende meer dan drie decennia, om internationale conflicten op te lossen.

## Loopbaan
Na enige jaren in het buitenland voor de YMCA gewerkt te hebben kwam hij in 1965 in overheidsdienst bij het Finse ministerie van buitenlandse zaken. In 1973 volgde zijn benoeming tot ambassadeur in een aantal Afrikaanse landen; tijdens deze periode legde hij contact met de Namibische verzetsbeweging SWAPO. In 1978 werd hij dankzij Afrikaanse steun VN-commissaris voor Namibië.
In 1978 verhuisde hij naar New York, waar hij als ondersecretaris-generaal van de VN werd belast met bestuurs- en leidinggevende taken. Tevens bleef hij voor Namibië de speciale afgezant van de VN-secretaris-generaal. In die hoedanigheid deed hij onderzoek naar eventuele onafhankelijkheid van dat land.
In 1989 leidde hij in Namibië een VN-vredesmacht, waarbij hij vanwege de dreiging van de SWAPO zich genoodzaakt zag Zuid-Afrikaanse troepen binnen te halen teneinde de toestand in evenwicht te brengen. Uiteindelijk wist hij het voor elkaar te krijgen dat eind 1989 Namibië zijn eerste vrije verkiezingen mocht houden. Als dank daarvoor werd hij ereburger van Namibië.
Na weer enige tijd op het VN-hoofdkantoor in New York werd hij in 1991 de Finse minister van buitenlandse zaken. Tevens was hij namens de VN na afloop van de Golfoorlog betrokken bij de kwestie Irak. Omdat hij daarbij een gematigd standpunt innam, ontbeerde hij de steun van de Verenigde Staten bij de verkiezing van een nieuwe secretaris-generaal voor de Verenigde Naties. Daardoor ging deze functie aan zijn neus voorbij.
Een paar jaar later, toen Ahtisaari zich bezighield met de oorlog in het voormalige Joegoslavië, begon hij in 1993 aan zijn kandidatuur voor het presidentschap van Finland waarbij hij namens de Sociaaldemocratische Partij uitkwam. Mede dankzij zijn onbesproken verleden werd hij tot president verkozen. Hij bekleedde deze functie van 1994 tot 2000. 
Reeds in het begin van zijn ambtstermijn kwam het tot een breuk met de regerende Centrumpartij vanwege een conflict met haar premier Esko Aho, die niet wilde dat hij zich met buitenlandse politieke zaken zou bemoeien. Wapenfeiten van zijn presidentschap waren de aansluiting van Finland bij de Europese Unie, een ontmoeting in de Finse hoofdstad Helsinki tussen VS-president Bill Clinton en de Russische president Boris Jeltsin en zijn bemiddeling in de Kosovo-oorlog van 1999.
Ahtisaari wenste geen tweede termijn en werd opgevolgd door Tarja Halonen, evenals hij lid van de sociaaldemocratische partij. Hierna zette hij zich in voor allerlei soorten vredes- en bemiddelingspogingen. Zo zocht de Britse regering hem in 2000 aan om mede de ontwapening van de IRA in Noord-Ierland te controleren. Begin 2005 trad hij in Helsinki op als bemiddelaar bij vredesonderhandelingen tussen de Indonesische regering en de verzetsbeweging van Atjeh. In 2007 stelde hij, als gezant van de Verenigde Naties, zijn plan voor de toekomst van Kosovo voor. Servië was gekant tegen dit plan.
Ahtisaari overleed in oktober 2023 op 86-jarige leeftijd.

## Onderscheidingen
Op 23 juli 1995 aanvaardde de Finse president de Zamenhofprijs, die hem werd toegekend door de Universala Esperanto-Asocio (UEA of Esperanto-Wereldvereniging) voor zijn lange inzet voor de wereldvrede en de internationale verstandhouding volgens de idealen van dr. Lejzer Zamenhof, initiatiefnemer van het Esperanto. Door de Zamenhofprijs heeft de UEA - die zich in 2008 zelf onder de kandidaten voor de Nobelprijs voor de Vrede bevond - de lange loopbaan van Martti Ahtisaari willen onderstrepen in het internationale leven, in het bijzonder zijn belangrijke bijdrage voor de onafhankelijkheid van Namibië.
In 2000 ontving hij de Four Freedoms Award Freedom medal. In 2007 werd hij onderscheiden met de Félix Houphouët-Boigny-Vredesprijs van de UNESCO.
In 2008 werd Ahtisaari bekroond de Nobelprijs voor de Vrede wegens zijn belangrijke inspanningen, op diverse continenten en gedurende meer dan drie decennia, om internationale conflicten op te lossen. Ook kreeg hij in dat jaar de Nederlandse Geuzenpenning uitgereikt door minister Plasterk van Onderwijs, Cultuur en Wetenschap.